# Oldřich (kníže)
Oldřich († 9. listopadu 1034) byl český kníže (1012–1033 a 1034) z dynastie Přemyslovců. Byl synem Boleslava II. a zřejmě jeho druhé, neznámé ženy či teoreticky i jeho třetí manželky Emmy Franské. Oldřich byl mladším bratrem knížat Boleslava III. a Jaromíra. Jeho první manželkou byla zřejmě Juta (byla německého původu), tou druhou byla zřejmě vesnická žena Božena.
Kníže Oldřich vyvedl zemi z krize způsobené boji o moc mezi syny Boleslava II. K Čechám násilnou formou trvale připojil Moravu. Aby si vládu nad Moravou upevnil, nechal v blízkosti bývalých velkomoravských hradisek stavět vlastní přemyslovská hradiska.

## Před nástupem na trůn
Roku 1001 uprchl s Jaromírem a jejich (nevlastní) matkou Emmou před terorem Boleslava III., který chtěl nechat Oldřicha zavraždit. V té době byl už možná Oldřich otcem levobočného syna Břetislava. Oldřich sice byl podle všeho již ženatý, ale neměl příliš dobré vyhlídky na knížecí stolec. Ani se nedalo se předpokládat, že by jeho nemanželský syn v budoucnu sehrál v českých dějinách významnější roli.
Útočištěm se oběma bratrům a jejich matce stal dvůr bavorského vévody, který se o rok později stal římskoněmeckým králem se jménem Jindřich II. Oldřich s Jaromírem se na krátko vrátili do Čech po smrti dosazeného knížete Vladivoje roku 1003; brzy však museli znovu prchnout spolu před bratrem Boleslavem III. a polským knížetem Boleslavem Chrabrým. Vrátit se znovu mohli na podzim 1004, když byli z Čech vypuzeni Poláci (s podporou Jindřicha II.). Knížetem se stal Jaromír.

## Oldřich knížetem

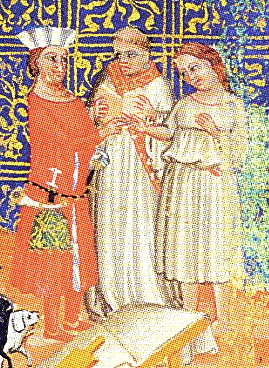
Oldřich a Božena (středověká iluminace)

Na jaře 1012 se Oldřich postavil do čela povstání proti knížeti Jaromírovi a svého bratra sesadil. Stal se knížetem a od krále Jindřicha II. přijal v říjnu Čechy v léno. Projevil se jako energický a tvrdý panovník. Roku 1014 zlikvidoval opozici a Jaromírovy údajné  stoupence Vršovce (tzv. druhé vraždění Vršovců). Jaromír byl tou dobou ve vězení v Utrechtu.
Po neúspěšném vojenském tažení na Moravu v roce 1015 kníže Oldřich roku 1017 úspěšně odrazil vojenský vpád Boleslava Chrabrého do Čech. Roku 1019/20 Oldřich postupně dobyl na Polácích Moravu, jejíž správu svěřil svému synovi Břetislavovi. Stalo se tak i díky spojenectví s rakouskými Babenberky, které bylo nakonec stvrzeno sňatkem Břetislava s jednou z příslušnic rodu, Jitkou ze Svinibrodu.

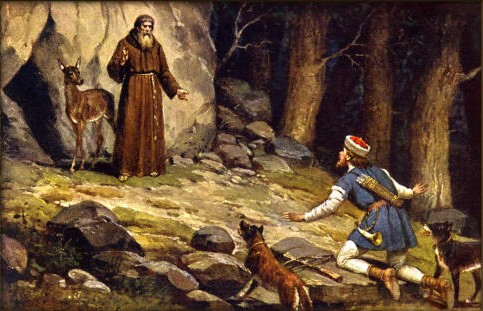
Kníže Oldřich se setkává s poustevníkem Prokopem, obraz Josefa Mathausera

V zahraniční politice byl Oldřich spojencem Říše – Jindřicha II. a Konráda II. (od něj přijal r. 1024 Čechy v léno) a podporoval ji v bojích s Poláky a Uhry. Přesto si Oldřich v mnoha směrech počínal nezávisleji, než se líbilo římskoněmeckým panovníkům. V roce 1014 se ho snažil polský kníže Boleslav Chrabrý získat na svou stranu, Oldřich ale nechal vyslance na zpáteční cestě zajmout a některé zabít.
Roku 1032 byl založen Sázavský klášter, opatem se stal poustevník Prokop. V klášteře se uplatňovala slovanská liturgie vycházející z kultury Velké Moravy.

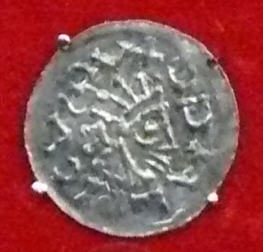
Oldřichův denár

## Zajetí a druhá vláda
Počátkem 30. let 11. století se však vztahy s Říší rapidně zhoršily, když sesazený polský kníže Měšek II. Lambert nalezl útočiště v Čechách a Oldřich odmítl pomáhat císaři v tažení do Polska. Císař Konrád II. si roku 1033 Oldřicha předvolal, obvinil jej z úkladů, sesadil a odsoudil do vyhnanství v Bavorsku. Českým knížetem se stal opět Jaromír. Na jaře 1034 však císař Oldřicha propustil a vrátil mu vládu v knížectví s tím, že Jaromír získá v Čechách úděl a Oldřichův syn Břetislav Moravu. Jaromíra dal ale jeho bratr zajmout a oslepit a Břetislav utekl do ciziny.
Již na podzim však Oldřich při bohaté tabuli, „jejíž vždy byl ctitelem, mezi jídlem a pitím náhle zemřel“. Bratr Jaromír ho dal slavnostně pohřbít v kostele sv. Jiří na Pražském hradě. Stále žijící vykastrovaný a oslepený Jaromír se vzdal nároků na vládu a moc v Čechách získal Oldřichův syn Břetislav I.

## Genealogie
| Boleslav I. nar. asi 915 zm. 967/972 | Boleslav I. nar. asi 915 zm. 967/972 |                                            |                                            | Biagota? | Biagota? |  |  | ? | ? |                                                                 |                                                                 | ? | ? |
|                                      |                                      |                                            |                                            |          |          |  |  |   |   |                                                                 |                                                                 |   |   |
|                                      |                                      |                                            |                                            |          |          |  |  |   |   |                                                                 |                                                                 |   |   |
|                                      |                                      | Boleslav II. nar. asi 932 zm. 7. února 999 | Boleslav II. nar. asi 932 zm. 7. února 999 |          |          |  |  |   |   | 2. neznámá manželka Boleslava II. či Emma Franská zm. 1005/1006 | 2. neznámá manželka Boleslava II. či Emma Franská zm. 1005/1006 |   |   |
|                                      |                                      |                                            |                                            |          |          |  |  |   |   |                                                                 |                                                                 |   |   |
|                                      |                                      |                                            |                                            |          |          |  |  |   |   |                                                                 |                                                                 |   |   |
|                                      |                                      |                                            |                                            |          |          |  |  |   |   |                                                                 |                                                                 |   |   |

|  |                                                   | Božena? OO datum neznámé | Božena? OO datum neznámé | Oldřich I. zm. 9. listopadu 1034 | Oldřich I. zm. 9. listopadu 1034 |  |  |  |  |
|  |                                                   |                          |                          |                                  |                                  |  |  |  |  |
|  |                                                   |                          |                          |                                  |                                  |  |  |  |  |
|  |                                                   |                          |                          |                                  |                                  |  |  |  |  |
|  | Břetislav I. mezi 1002 až 1005 zm. 10. ledna 1055 |                          |                          |                                  |                                  |  |  |  |  |